# Adrien Touati
Pour les articles homonymes, voir Touati.
Adrien Touati, né le 8 juin 1985 à Paris, est un entrepreneur français.
Ingénieur de formation, diplômé de EFREI Paris en 2009 et de Sciences Po en 2015, il est cofondateur et dirigeant de plusieurs entreprises dont SaGa Corp SAS, l'éditeur technique de la banque en ligne manager.one ou bien encore de la société Ava Inc. qui a inventé la boite doseuse Kiddo’z. 
En 2022, il est candidat aux élections législatives dans la quatrième circonscription de Paris. 

## Biographie
À l'âge de 13 ans, Adrien Touati découvre l'informatique et commence à coder ses premiers programmes. Le jeune homme crée GoProd, filiale du groupe Iliad à la fin de ses études d'ingénieur à EFREI Paris en 2009. 
Au sein de GoProd, Adrien Touati développe FreeGo (interface de gestion pour les abonnés Free), FreeAngel (contrôle parental), Freemote (télécommande de télévision sur son téléphone portable) et FreeConnect, le portail officiel de Free et l'interface de la console client. 
Dès 2010, GoProd se spécialise dans la transformation digitale et accompagne des grands groupes comme Yoplait France (campagne « I love my age ») ainsi que des startup, comme Cojetage, filiale de la compagnie aérienne Wijet.
En 2011, il fonde Recatch, société spécialisée dans le développement mobile. La société Recatch édite l'application mobile Télé-Loisirs, après quelques mois de son lancement dans sa nouvelle version, l'application dépasse le million d'utilisateurs. Prisma Media rachète l'entreprise en 2015.
La même année, il lance également Get avec le cofondateur de Deezer, Daniel Marhely, dont l'objectif est de faciliter la création d'applications mobiles. L'entreprise ferme en 2016.
En 2016, il crée avec trois associés, SaGa Corp SAS, éditeur de logiciels bancaires comme la banque en ligne pour les professionnels manager.one. Pour la développer, il effectue une première levée de fonds de 2 millions d'euros en 2017. 
En 2018, devenu jeune père, il fonde l'entreprise Ava Inc. pour inventer une boite doseuse pour biberon : la Kiddo’z. Elle est récompensée au concours Lépine la même année et apparaît le 18 février 2020 dans l'émission de télévision “Qui veut être mon associé ?” sur la chaîne de télévision M6.

## Vie Politique
En 2022, il se lance en politique pour les législatives pour la 4e circonscription de Paris en tant que candidat pour le parti Pirate. Son slogan "Pour un député accessible", récolte 174 votes (soit 0.45% des votes).

## Backgammon
En 2021, il devient vice-champion de France par équipe et champion de France par équipe en 2022.